# Hamburgisches Weltwirtschaftsinstitut
Das Hamburgische WeltWirtschaftsInstitut (HWWI) ist je nach Darstellung eine Denkfabrik oder ein privatwirtschaftlich finanziertes wirtschaftswissenschaftliches Forschungsinstitut, dessen alleinige Gesellschafterin seit 2016 die Handelskammer Hamburg ist.

## Geschichte
Das HWWI wurde 2005 gegründet, um Teile der Forschungsarbeit des Hamburgischen Welt-Wirtschafts-Archivs (HWWA) weiterzuführen. Wissenschaftlicher Partner ist die Helmut-Schmidt-Universität/Universität der Bundeswehr Hamburg. Bis 2016 war zudem die Universität Hamburg Gesellschafter des HWWI. 
Das HWWI gibt den HWWI-Rohstoffpreisindex heraus.
Seit 2011 ist das HWWI auch in Bremen mit einer Niederlassung vertreten. Am 12. Februar 2007 wurde in Erfurt eine Zweigniederlassung eröffnet. Diese wurde zwischenzeitlich geschlossen.
Wissenschaftlicher Direktor des HWWI ist seit März 2022 Michael Berlemann. Seit Mai 2021 ist Dirck Süß Geschäftsführer des HWWI. Bis 2014 war Thomas Straubhaar, bis Oktober 2021 Henning Vöpel Direktor des Instituts.
Das HWWI erstellte im Auftrag der Arbeitgeber-Lobbyorganisation Initiative Neue Soziale Marktwirtschaft 2017 und 2018 Studien.